# Dinamarca a la Copa del Món de futbol
Aquest és el registre dels resultats de Dinamarca a la Copa del Món. Dinamarca no ha estat mai campiona del món, i la seva millor actuació va ser l'any 1998, quan va jugar els quarts de final.

## Resum d'actuacions
Campions      Finalistes      Tercers      Quarts
| Historial a la Copa del Món | Historial a la Copa del Món | Historial a la Copa del Món | Historial a la Copa del Món | Historial a la Copa del Món | Historial a la Copa del Món | Historial a la Copa del Món | Historial a la Copa del Món | Historial a la Copa del Món |
| Edició                      | Ronda                       | Posició                     | PJ                          | PG                          | PE                          | PP                          | GF                          | GC                          |
| --------------------------- | --------------------------- | --------------------------- | --------------------------- | --------------------------- | --------------------------- | --------------------------- | --------------------------- | --------------------------- |
| 1930                        | No hi participà             | No hi participà             | No hi participà             | No hi participà             | No hi participà             | No hi participà             | No hi participà             | No hi participà             |
| 1934                        | No hi participà             | No hi participà             | No hi participà             | No hi participà             | No hi participà             | No hi participà             | No hi participà             | No hi participà             |
| 1938                        | No hi participà             | No hi participà             | No hi participà             | No hi participà             | No hi participà             | No hi participà             | No hi participà             | No hi participà             |
| 1950                        | No hi participà             | No hi participà             | No hi participà             | No hi participà             | No hi participà             | No hi participà             | No hi participà             | No hi participà             |
| 1954                        | No hi participà             | No hi participà             | No hi participà             | No hi participà             | No hi participà             | No hi participà             | No hi participà             | No hi participà             |
| 1958                        | No es classificà            | No es classificà            | No es classificà            | No es classificà            | No es classificà            | No es classificà            | No es classificà            | No es classificà            |
| 1962                        | No hi participà             | No hi participà             | No hi participà             | No hi participà             | No hi participà             | No hi participà             | No hi participà             | No hi participà             |
| 1966                        | No es classificà            | No es classificà            | No es classificà            | No es classificà            | No es classificà            | No es classificà            | No es classificà            | No es classificà            |
| 1970                        | No es classificà            | No es classificà            | No es classificà            | No es classificà            | No es classificà            | No es classificà            | No es classificà            | No es classificà            |
| 1974                        | No es classificà            | No es classificà            | No es classificà            | No es classificà            | No es classificà            | No es classificà            | No es classificà            | No es classificà            |
| 1978                        | No es classificà            | No es classificà            | No es classificà            | No es classificà            | No es classificà            | No es classificà            | No es classificà            | No es classificà            |
| 1982                        | No es classificà            | No es classificà            | No es classificà            | No es classificà            | No es classificà            | No es classificà            | No es classificà            | No es classificà            |
| 1986                        | Vuitens de final            | 9s                          | 4                           | 3                           | 0                           | 1                           | 10                          | 6                           |
| 1990                        | No es classificà            | No es classificà            | No es classificà            | No es classificà            | No es classificà            | No es classificà            | No es classificà            | No es classificà            |
| 1994                        | No es classificà            | No es classificà            | No es classificà            | No es classificà            | No es classificà            | No es classificà            | No es classificà            | No es classificà            |
| 1998                        | Quarts de final             | 8s                          | 5                           | 2                           | 1                           | 2                           | 9                           | 7                           |
| 2002                        | Vuitens de final            | 10s                         | 4                           | 2                           | 1                           | 1                           | 5                           | 5                           |
| 2006                        | No es classificà            | No es classificà            | No es classificà            | No es classificà            | No es classificà            | No es classificà            | No es classificà            | No es classificà            |
| 2010                        | Primera fase                | 24s                         | 3                           | 1                           | 0                           | 2                           | 3                           | 6                           |
| 2014                        | No es classificà            | No es classificà            | No es classificà            | No es classificà            | No es classificà            | No es classificà            | No es classificà            | No es classificà            |
| 2018                        | Vuitens de final            | 11s                         | 4                           | 1                           | 3                           | 0                           | 3                           | 2                           |
| 2022                        | Primera fase                | 28s                         | 3                           | 0                           | 1                           | 2                           | 1                           | 3                           |
| 2026                        | Pendent                     | Pendent                     | Pendent                     | Pendent                     | Pendent                     | Pendent                     | Pendent                     | Pendent                     |
| 2030                        | Pendent                     | Pendent                     | Pendent                     | Pendent                     | Pendent                     | Pendent                     | Pendent                     | Pendent                     |
| 2034                        | Pendent                     | Pendent                     | Pendent                     | Pendent                     | Pendent                     | Pendent                     | Pendent                     | Pendent                     |
| Total                       | Quarts de final             | Quarts de final             | 23                          | 9                           | 6                           | 8                           | 31                          | 29                          |

## Mèxic 1986

### Primera fase: Grup E
| Pos | Equip               | PJ | PG | PE | PP | GF | GC | DG | Pts | Classificació                      |
| --- | ------------------- | -- | -- | -- | -- | -- | -- | -- | --- | ---------------------------------- |
| 1   | Dinamarca           | 3  | 3  | 0  | 0  | 9  | 1  | +8 | 6   | Avança a la fase final             |
| 2   | Alemanya Occidental | 3  | 1  | 1  | 1  | 3  | 4  | −1 | 3   | Avança a la fase final             |
| 3   | Uruguai             | 3  | 0  | 2  | 1  | 2  | 7  | −5 | 2   | Opta a una plaça per la fase final |
| 4   | Escòcia             | 3  | 0  | 1  | 2  | 1  | 3  | −2 | 1   |                                    |

| Escòcia | 0–1     | Dinamarca         |
| ------- | ------- | ----------------- |
|         | Informe | Elkjær Larsen 57' |

| Dinamarca                                                            | 6–1     | Uruguai              |
| -------------------------------------------------------------------- | ------- | -------------------- |
| Elkjær Larsen 11', 67', 80' · Lerby 41' · Laudrup 52' · J. Olsen 88' | Informe | Francescoli 45' (p.) |

| Dinamarca                       | 2–0     | Alemanya Occidental |
| ------------------------------- | ------- | ------------------- |
| J. Olsen 43' (p.) · Eriksen 62' | Informe |                     |

### Segona fase

#### Vuitens de final
| Dinamarca         | 1–5     | Espanya                                                  |
| ----------------- | ------- | -------------------------------------------------------- |
| J. Olsen 33' (p.) | Informe | Butragueño 43', 56', 80', 88' (p.) · Goikoetxea 68' (p.) |

## Rússia 2018

### Fase de grups
| Pos | Equip     | PJ | PG | PE | PP | GF | GC | DG | Pts | Classificació        |
| --- | --------- | -- | -- | -- | -- | -- | -- | -- | --- | -------------------- |
| 1   | França    | 3  | 2  | 1  | 0  | 3  | 1  | +2 | 7   | Avança a segona fase |
| 2   | Dinamarca | 3  | 1  | 2  | 0  | 2  | 1  | +1 | 5   | Avança a segona fase |
| 3   | Perú      | 3  | 1  | 0  | 2  | 2  | 2  | 0  | 3   |                      |
| 4   | Austràlia | 3  | 0  | 1  | 2  | 2  | 5  | −3 | 1   |                      |

| Perú | 0–1     | Dinamarca   |
| ---- | ------- | ----------- |
|      | Informe | Poulsen 59' |

| Dinamarca  | 1–1     | Austràlia        |
| ---------- | ------- | ---------------- |
| Eriksen 7' | Informe | Jedinak 38' (p.) |

| Dinamarca | 0–0     | França |
| --------- | ------- | ------ |
|           | Informe |        |

### Segona fase

#### Vuitens de final
| Croàcia                                        | 1–1 (pr.) | Dinamarca                                            |
| ---------------------------------------------- | --------- | ---------------------------------------------------- |
| Mandžukić 4'                                   | Informe   | M. Jørgensen 1'                                      |
| Tanda de penals                                |           |                                                      |
| Badelj · Kramarić · Modrić · Pivarić · Rakitić | 3–2       | Eriksen · Kjær · Krohn-Dehli · Schöne · N. Jørgensen |